# Vladimir Savon
Vladimir Andreyevich Savon (em russo:  Влади́мир Андре́евич Саво́н ; Chernigov, 26 de setembro de 1940 – Carcóvia, 1 de junho de 2005) foi um grande mestre de xadrez soviético-ucraniano. Foi campeão soviético em 1971.

## Biografia
Aprendeu a jogar xadrez aos 13 anos.
Savon competiu em onze edições do campeonato soviético, de 1961 (aos 21 anos) até o último campeonato em 1991. Foi campeão de forma invicta do campeonato soviético de 1971 com 15 pontos em 21 partidas, terminando à frente dos ex-campeões mundiais Mikhail Tal e Vasily Smyslov  e do futuro campeão mundial Anatoly Karpov. O segundo melhor resultado da carreira de Savon ocorreu no campeonato soviético de 1972, quando terminou em 3º-5º lugar e se classificou para o Torneio Interzonal.
Ele conseguiu outros excelentes resultados em competições internacionais. Em Debrecen 1970 (1º empatado com Istvan Bilek); em Sucumi 1972 (2ª atrás de Mikhail Tal); em Erevã 1976 (3º) em Vilnius 1975 (1º), em Portorož 1977 (2º atrás de Bent Larsen); em Kiev 1978 (2º).
A FIDE concedeu a Savon o título de Mestre Internacional em 1967 e o título de Grande Mestre Internacional em 1973.
Em 2004, no seu último torneio, venceu o Memorial Botvinnik realizado na cidade russa de Satka.
Savon morreu em Carcóvia, em 1º de junho de 2005, aos 64 anos.